# Mimosybra borneana
Mimosybra borneana es una especie de escarabajo del género Mimosybra, familia Cerambycidae. Fue descrita científicamente por Breuning en 1961.
Se distribuye por Malasia. Posee una longitud corporal de 10-14 milímetros. El período de vuelo de esta especie ocurre en los meses de marzo, abril y mayo.